# Sint-Jozefkerk (Delfzijl)
De Sint-Jozefkerk is een neogotische kerk aan de Buitensingel in Delfzijl. Het katholieke kerkgebouw, een ontwerp van Clemens Hardeman dateert uit 1924 en is daardoor een van de laatste voorbeelden van neogotiek in Nederland. De eerste katholieke kerk van Delfzijl, een eenvoudig zaalgebouwtje dat in 1817-1818 was gebouwd, zou in 1945 worden verwoest.
De kerk uit 1924 is een driebeukige kruiskerk waarbij de zijgevels worden geleed door steunberen. Aan de voorzijde staat een uitgebouwde toren, opgebouwd uit vier geledingen met een ingesnoerde spits. Opmerkelijk is de vijfzijdige traptoren aan de rechterkant van de toren.
Naast de kerk staat de vrij forse pastorie, die zelfstandig als rijksmonument wordt beschermd.